# Oehrenfeld
Oehrenfeld ist ein Wohnplatz der Stadt Ilsenburg in Sachsen-Anhalt.
Oehrenfeld, auch die Schreibweise Öhrenfeld ist gebräuchlich, liegt am Nordrand des Harzes am nordöstlichen Ausgang des Tänntals und grenzt an ausgedehnte Waldgebiete. Nördlich des Dorfes erhebt sich der Karrberg und liegt Drübeck. Östlich erstreckt sich Darlingerode. Südwestlich, an einem der Waldwege zur Plessenburg, befindet sich die Harschenhöllenklippe. Am Nordrand des Dorfes liegt der Rohrteich.

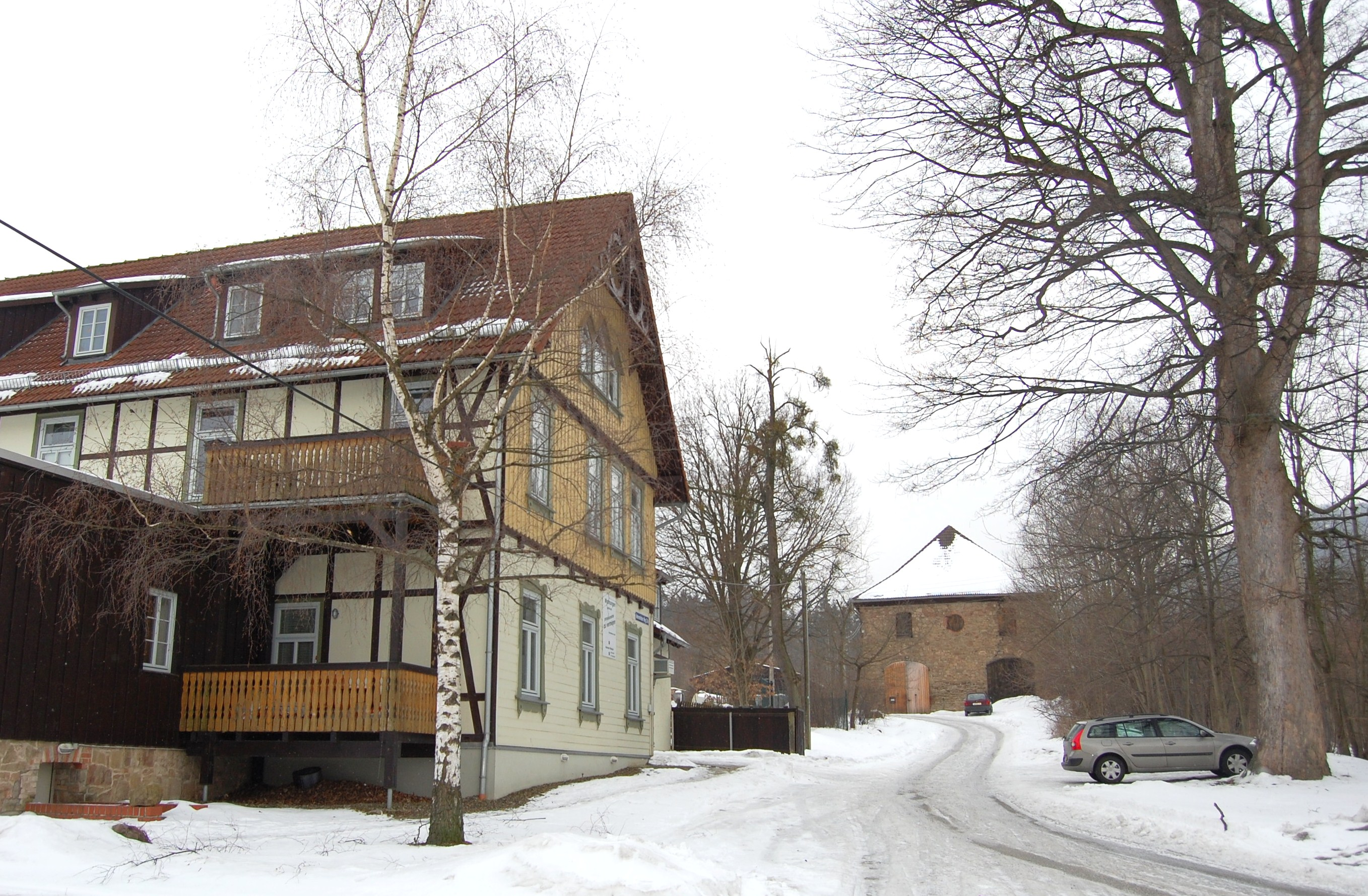
Straße in Oehrenfeld mit Blick zum Zeughaus

Bis zum 30. Juni 2009 gehörte Oehrenfeld zur Gemeinde Drübeck und wurde dann gemeinsam mit Drübeck am 1. Juli 2009 nach Ilsenburg eingemeindet.
Oehrenfeld ist aufgrund seiner landschaftlich reizvollen Lage am Fuße des Harzes auch touristisch geprägt. Im Ort bestehen mehrere kleinere Gastronomie- und Beherbergungsbetriebe.
1753/64 wurde das gräfliche Zeughaus in Oehrenfeld errichtet.